# Stationswerk

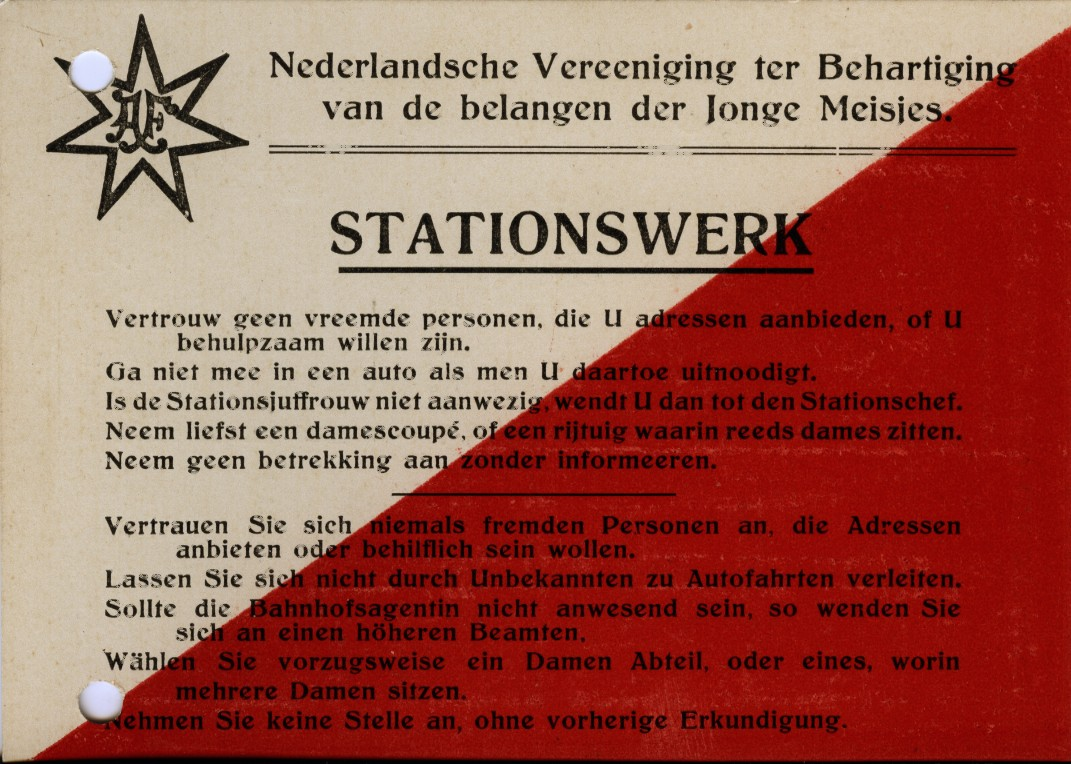
Adviezen aan jonge meisjes

Stationswerk is een vorm van maatschappelijk werk die begin twintigste eeuw in Nederland werd opgezet ter voorkoming van prostitutie. Eerdere voorbeelden van het Stationswerk waren al in Berlijn en Bern te vinden.

## Oorsprong
De eerste Nederlandse post voor het Stationswerk werd in 1902 op het Centraal Station te Amsterdam geopend. Een praktische zet in de strijd tegen de prostitutie - “de strijd tegen de zonde” - en vóór sluiting van de bordelen, die eind 19e eeuw door verschillende vrouwenverenigingen werd gevoerd.
In eerste instantie waren de verenigingen vooral gericht op de strijd tegen de ‘reglementeering der prostitutie’ en op de sluiting der bordelen. Toen dit eenmaal bereikt was, kon de aandacht gericht worden op het voorkómen dat meisjes, die zich buiten haar woonplaats of land begaven om werk te zoeken “hetzij door onwetendheid, hetzij door lichtzinnigheid” de verkeerde weg opgingen. Er was behoefte aan een stelsel van internationale communicatie om de handel in vrouwen tegen te gaan en te waken over het welzijn van vrouwen die een werkkring in vreemde landen zochten.
Het Stationswerk is van oorsprong religieus geïnspireerd, eerst protestants, later ook rooms-katholiek. Het Stationswerk begon op vrijwillige basis door leden van de vereniging, en hulp werd vooral verleend aan hen die al bekend waren met de Union. Die aanvankelijke vrijblijvendheid maakte in 1902 plaats voor de officiële aanstelling van de stationsjuffrouw. Deze juffrouw, herkenbaar aan de band om haar arm, diende bij aankomst van trein of boot uit te zien naar meisjes die hulp of voorlichting konden gebruiken en hen aan te spreken. De adressen waar de meisjes heen dachten te gaan werden gecontroleerd op betrouwbaarheid. Zo nodig werd er vertrouwd onderdak verzorgd. Het doel was álle meisjes te beschermen - te voorkomen dat ze in verkeerde handen vielen - zonder onderscheid van nationaliteit, godsdienst, beroep of stand.

## Stationswerk-Commissie

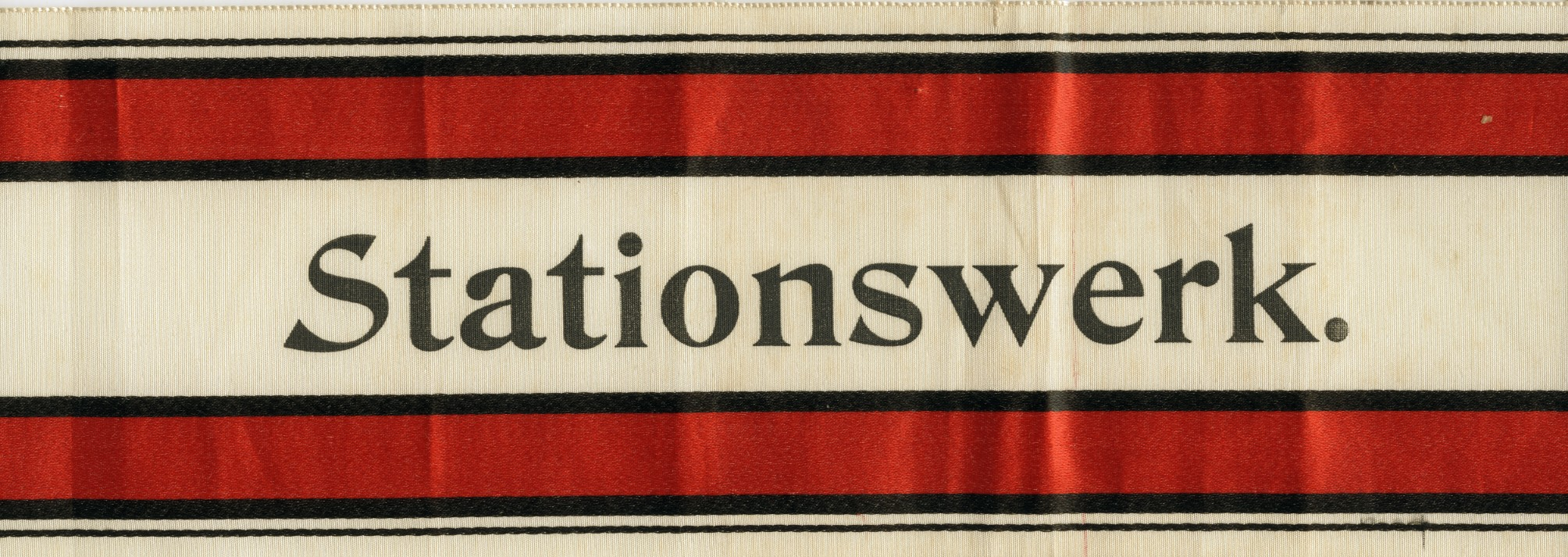
Mouwband Stationswerk

De vorm van het Stationswerk is steeds in ontwikkeling geweest. Nieuwe tijden vroegen om een andere aanpak en periodieke aanpassingen. Tijdens de Eerste Wereldoorlog waren het niet de meisjes en vrouwen, maar vooral gestrande vreemdelingen en vluchtelingen die hulp nodig hadden. En ná de Eerste Wereldoorlog was de mentaliteit van de meisjes ook veranderd.
Voordat er een passend antwoord op deze vraag gevonden kon worden, diende zich alweer een nieuwe doelgroep aan, een grote stroom Duitse meisjes die in Nederland een betrekking kwamen zoeken.
Om de organisatie beter toe te rusten voor de ontwikkeling en groei van het werk, werd in 1907 de 'Stationswerk-commissie' ingesteld. Deze ontfermde zich niet alleen over de landelijke en algemene belangen van het Stationswerk, maar beheerde ook de eigen financiën en onderhield de betrekkingen met zusterorganisaties in binnen- en buitenland.

## Maatschappelijk Advies- en Inlichtingenbureau
Het Stationswerk beperkte zich vanaf 1930 niet meer alleen tot het werk op de perrons en aan de kade. Om het werk in een grote stad naar behoren uit te voeren bleek een goed toegerust bureau noodzakelijk. De Maatschappelijk Advies- en Inlichtingenbureaus (M.A.I.) werden opgericht, het eerste in Amsterdam. Deze M.A.I.’s functioneerden niet alleen als verlengstuk van het Stationswerk, maar ook als vraagbaak voor iedereen, dus ook mannen, die zich wilde oriënteren op maatschappelijk gebied. Uiteindelijk heeft het Stationswerk twee wereldoorlogen doorstaan. De activiteiten zijn tot ca. 1948 terug te vinden.
Om de jonge meisjes te beschermen werden – naast het Stationswerk – ook andere middelen ingezet, zoals mondelinge en schriftelijke voorlichting, bemiddelen bij werk en huisvesting en de oprichting en het beheren van opvanghuizen, de ‘Sterhuizen’. Op basis van het vele archiefmateriaal, waaronder foto’s, affiches en andere uitingen, wordt duidelijk binnen welk kader het Stationswerk is ontstaan, de periode waarin het vooral speelde en de uitgebreide activiteiten.